# U.S. Route 19
Pour les articles homonymes, voir Route 19.
La U.S. Route 19 (US 19) est une US Route sud–nord dans l'Est des États-Unis. La route constitue un lien important entre le Golfe du Mexique et le Lac Érié. Son terminus sud se trouve à Memphis, Floride, au sud de St. Petersburg, à une intersection avec la US 41. Son terminus nord, quant à lui, est à Érié, Pennsylvanie, à une intersection avec la US 20, à environ deux miles (3,2 km) des rives du Lac Érié.
La distance de la route est de 1 438,2 miles (2 314,6 km), incluant les deux routes à suffixe, la US 19E / US 19W en Caroline du Nord et au Tennessee.

## Description du tracé
|       | mi      | km      |
| ----- | ------- | ------- |
| FL    | 262,0   | 421,6   |
| GA    | 348,0   | 560,1   |
| NC    | 145,0   | 233,4   |
| 19E   | 75,9    | 122,1   |
| 19W   | 62,6    | 100,7   |
| TN    | 11,8    | 19,0    |
| VA    | 88,9    | 143,1   |
| WV    | 249,0   | 400,7   |
| PA    | 195,0   | 313,8   |
| Total | 1 438,2 | 2 314,6 |

### Floride
La US 19 parcourt 262 miles (422 km) sur la côte ouest de la Floride, depuis un échangeur avec la US 41 à Memphis, au sud de St. Petersburg, et continue jusqu'à la frontière avec la Géorgie au nord de Monticello. La US 19 demeure indépendante de l'I-75, bien que celles-ci se rejoignent dans la région de Tampa Bay. La route forme un multiplex avec l'I-275 sur le Sunshine Skyway Bridge, un pont à haubans au-dessus de l'embouchure de la Baie de Tampa. Elle forme aussi un multiplex avec la US 98 entre le Refuge faunique national Chassahowitzka et Perry, avec la US 27 Alt. entre Chiefland et Perry ainsi qu'avec la US 27 Perry et Capps.

### Géorgie
La US 19 entre en Géorgie au sud de Thomasville. Elle se dirige vers le nord en passant par Albany, Americus, Ellaville, Butler, Thomaston et Zebulon. Elle devient en multiplex avec la US 41 à Griffin. Elle passe ensuite par Hampton, lieu où se trouve la Atlanta Motor Speedway et continue ensuite vers Jonesboro et Atlanta.
La US 19 / US 41 parcourt le sud d'Atlanta ainsi que son centre-ville. Elle emprunte quelques rues de la ville avant de poursuivre vers le nord et de passer par Sandy Springs jusqu'à ce qu'elle atteigne l'I-285. Elle forme alors un bref multiplex avec l'autoroute.
La US 19 quitte alors l'I-285 et parcourt certaines des banlieues nord d'Atlanta. Elle est principalement construite avec quatre voies séparées dans ce segment, mais rétrécit à deux voies en s'éloignant vers le nord. Elle passe alors par Dahlonega avant d'atteindre la US 129 et de débuter un parcours très sinueux. La dernière ville importante qu'elle rencontre en Géorgie est Blairsville.

### Caroline du Nord
En entrant en Caroline du Nord, la US 19 forme déjà un multiplex avec la US 129, jusqu'à ce qu'elle rencontre la US 64 / US 74. Le multiplex de quatre routes se rend à Murphy, où la US 64 quitte le multiplex. Les autres routes poursuivent vers le nord. La US 129 quitte le multiplex à Topton et la US 19 le quitte au sud de Bryson City. La US 19 se dirige alors aux pieds des Great Smoky Mountains. Elle passe par Cherokee et Lake Junaluska, où elle retrouve la US 74, en compagnie de la US 23. La US 19 / US 23 longe l'I-40 jusqu'à Asheville. Elle y rejoint l'I-26 et forme un multiplex avec celle-ci jusqu'au nord de Mars Hill. Elle se rend jusqu'à Cane River, où la US 19 se sépare en deux routes: la US 19W vers Erwin, Tennessee et la US 19E vers Burnsville.

### U.S. Route 19W
Parcourant 62,6 miles (100,7 km) entre Cane River, Caroline du Nord et Bluff City, Tennessee, la US 19W se dirige immédiatement vers le nord après avoir quitté le tracé principal de la US 19. Elle passe par Ramseytown et Sioux pour ensuite bifurquer vers le nord-ouest dans la chaîne Unaka, traversant la frontière avec le Tennessee. Au sud-ouest d'Erwin, la US 19W rejoint l'I-26 / US 23 et passe par Erwin, Unicoi et Johnson City. À Johnson City, elle débute un nouveau multiplex avec la US 11E, jusqu'à Bluff City, où elle se réunit à la US 19E pour reformer la US 19, en multiplex avec la US 11E.

### U.S. Route 19E
La US 19E est plus longue que la US 19W et parcourt 75,9 miles (122,1 km) entre Cane River, Caroline du Nord et Bluff City, Tennessee. La route continue son tracé vers l'est et passe par Burnsville et Spruce Pine. Elle bifurque alors vers le nord pour longer la rive de la North Toe River jusqu'à Cranberry et Elk Park, avant d'entrer au Tennessee. Se dirigeant vers le nord-est, elle passe par Roan Mountain, Hampton, Elizabethton et Bluff City, où elle se réunit à la US 19W pour reformer la US 19, en multiplex avec la US 11E.

### Tennessee
La US 19 débute à nouveau à Bluff City. Elle se dirige vers le nord-est en multiplex avec la US 11E jusqu'à Bristol. Au centre de la ville, la route traverse la frontière avec la Virginie.

### Virginie
La US 19 se dirige vers le nord-est depuis Bristol, où elle rencontre la US 421 et la US 11W. La route sort de Bristol en multiplex avec la US 11 et longe l'I-81 jusqu'à Abingdon. À cet endroit, elle quitte la US 11 et se dirige vers le nord-ouest en direction de Lebanon, via Clinch Mountain. Elle tourne à nouveau vers le nord-est en passant par Claypool Hill, où elle forme un multiplex avec la US 460, Tazewell et, finalement, Bluefield, où elle entre en Virginie-Occidentale.

### Virginie-Occidentale
La US 19 entre en Virginie-Occidentale à Bluefield et se dirige vers le nord. Elle longe ensuite l'I-77 / I-64 jusqu'à ce qu'elle atteigne Beckley, où elle prend la forme d'une autoroute à quatre voies, vers le nord-est. Elle traverse Fayetteville et la New River, passe par Summersville et Birch River et atteint alors l'I-79, cinq miles (8 km) au sud de Sutton. À partir de là, elle forme un multiplex avec l'autoroute jusqu'à Flatwoods. Elle quitte l'autoroute et la suit plus ou moins en tant que route à deux voies. Elle passe par Weston, Clarksburg, Fairmont et Morgantown avant de traverser en Pennsylvanie.

### Pennsylvanie
La US 19 est parallèle à l'I-79 sur l'entièreté de son tracé. Depuis la frontière de l'état, elle se dirige vers le nord en direction de Washington et ensuite, de Pittsburgh. Au centre-ville de Pittsburgh, la US 19 traverse la rivière Ohio. À Cranberry Township, au nord de Pittsburgh, la US 19 partage un échangeur avec l'I-76 (Pennsylvania Turnpike) et l'I-79, via le Cranberry Connector. La US 19 rencontre l'I-80 à East Lackawannock Township. Près d'Érié, elle rencontre l'I-90 avant de parcourir le centre-ville. Elle se termine à la jonction avec la US 20 (26th Street).

## Intersections majeures
Segment sud
Floride
 US 41 à Memphis
 I-275 à Terra Ceia. Les routes forment un multiplex jusqu'à St. Petersburg.
 US 98 à Sugarmill Woods. Les routes forment un multiplex jusqu'à Perry.
 US 129 à Chiefland
 US 221 à Perry
 US 27 à Perry. Les routes forment un multiplex jusqu'à Capps.
 I-10 au nord-est de Capps
 US 90 à Monticello
Géorgie
 US 84 à l'est de Thomasville. Les routes forment un multiplex jusqu'au nord-est de Thomasville.
 US 319 à Thomasville
 US 82 à Albany. Les routes forment un multiplex dans la ville.
 US 280 au sud-ouest d'Americus. Les routes forment un multiplex jusqu'à Americus.
 US 80 au sud-ouest de Salem. Les routes forment un multiplex sur environ 2,1 miles (3,4 km).
 US 41 au sud de Griffin. Les routes forment un multiplex jusqu'à Atlanta.
 I-75 à l'ouest de Morrow
 I-285 à Forest Park
 I-75 aux limites entre Atlanta et Hapeville
 I-85 à Atlanta
 US 29 à Atlanta. Les routes forment un multiplex dans la ville.
 US 78 / US 278 à Atlanta. Les routes forment un multiplex dans la ville.
 I-285 à Sandy Springs. Les routes forment un multiplex dans la ville.
 US 129 à Turners Corner.Les routes forment un multiplex jusqu'à Topton, Caroline du Nord.
 US 76 à Blairsville. Les routes forment un multiplex dans la ville.
Caroline du Nord
 US 64 / US 74 à Ranger. La US 19 / US 64 forment un multiplex jusqu'à Murphy. La US 19 / US 74 forment un multiplex jusqu'au sud-ouest de Bryson City.
 US 441 à Cherokee. Les routes forment un multiplex dans la ville.
 US 276 à Dellwood. Les routes forment un multiplex jusqu'à Lake Junaluska.
 US 23 / US 74 à Lake Junaluska. La US 19 / US 23 forment un multiplex jusqu'au nord-est de Mars Hill. La US 19 / US 74 forment un multiplex jusqu'à l'ouest de Clyde.
 I-40 / US 74 à Asheville
 Future I-26 / I-240 à Asheville. L'I-26 / US 19 forment un multiplex jusqu'au nord-est de Mars Hill. L'I-240 / US 19 forment un multiplex dans la ville.
 I-240 / US 70 à Asheville. La US 19 / US 70 forment un multiplex jusqu'à Weaverville.
 US 25 à Woodfin. Les routes forment un multiplex jusqu'à Weaverville.
 US 19E / US 19W à Cane River
US 19W
Caroline du Nord
 US 19 / US 19E à Cane River
Tennessee
 I-26 / US 23 au sud-ouest d'Erwin. Les routes forment un multiplex jusqu'au nord-ouest de Johnson City.
 US 321 à Johnson City
 US 11E à Johnson City. Les routes forment un multiplex jusqu'à Bluff City.
 US 19 / US 19E à Bluff City. La US 19W et US 19E se réunissent pour reformer la US 19. La US 11E / US 19 forment un multiplex jusqu'à Bristol, Virginie.
US 19E
Caroline du Nord
 US 19 / US 19W à Cane River
Tennessee
 US 321 à Hampton. Les routes forment un multiplex jusqu'à Elizabethton.
 US 19 / US 19W à Bluff City. La US 19W et US 19E se réunissent pour reformer la US 19. La US 11E / US 19 forment un multiplex jusqu'à Bristol, Virginie.
Segment nord
Tennessee
 US 11E / US 19 / US 19W / US 19E à Bluff City. La US 11E / US 19 forment un multiplex jusqu'à Bristol, Virginia.
Virginie
 US 421 à Bristol. Les routes forment un multiplex dans la ville.
 US 11 / US 11W à Bristol. La US 11 / US 19 forment un multiplex jusqu'à Abingdon.
 I-81 / US 58 à Bristol
 US 460 à Claypool Hill. Les routes forment un multiplex jusqu'à Bluefield.
Virginie-Occidentale
 US 52 à Bluefield. Les routes forment un multiplex dans la ville.
 US 460 au nord-est de Bluefield. Les routes forment un multiplex jusqu'au sud-ouest de Princeton.
 I-77 au sud-est de Camp Creek
 US 60 à Hico
 I-79 au sud-ouest de Sutton. Les routes forment un multiplex jusqu'au sud-ouest de Flatwoods.
 I-79 au nord-ouest de Walkersville
 US 33 / US 119 à Weston. Les routes forment un multiplex dans la ville.
 US 50 à Clarksburg
 US 250 à Fairmont. Les routes forment un multiplex dans la ville.
 I-79 au sud-ouest de Westover
 US 119 à Morgantown
Pennsylvanie
 I-79 à Washington Township
 I-79 au sud de South Strabane Township
 US 40 à South Strabane Township. Les routes forment un multiplex jusqu'à Washington.
 I-70 / I-79 à South Strabane Township
 I-376 / US 22 / US 30 à Pittsburgh
 I-79 à Marshall Township
 I-76 à Cranberry Township
 I-79 au sud de Zelienople
 US 422 à Muddy Creek Township
 I-80 à Findley Township
 US 62 à Mercer. Les routes forment un multiplex jusqu'au nord de Mercer.
 US 6 / US 322 à Vernon Township. La US 6 / US 19 forment un multiplex jusqu'à LeBoeuf Township. La US 19 / US 322 forment un multiplex jusqu'à Meadville.
 I-79 à Vernon Township
 US 6N à LeBoeuf Township
 I-90 à Summit Township
 US 20 à Érié

## Routes auxiliaires
- US 119, route reliant Pineville, Kentucky à Sandy Township, Pennsylvanie, en passant par la Virginie-Occidentale.
- US 219, route reliant Rich Creek, Virginie à Seneca, New York, en passant par la Virginie-Occidentale, le Maryland et la Pennsylvanie.
- US 319, route reliant Apalachicola, Floride à Wadley, Géorgie.